# Columbus (Nebraska)
Columbus es una ciudad ubicada en el condado de Platte en el estado estadounidense de Nebraska. En el Censo de 2010 tenía una población de 22 111 habitantes y una densidad poblacional de 847,02 personas por km². Se encuentra a poca distancia al norte del río Platte, un afluente del Misuri. 

## Geografía

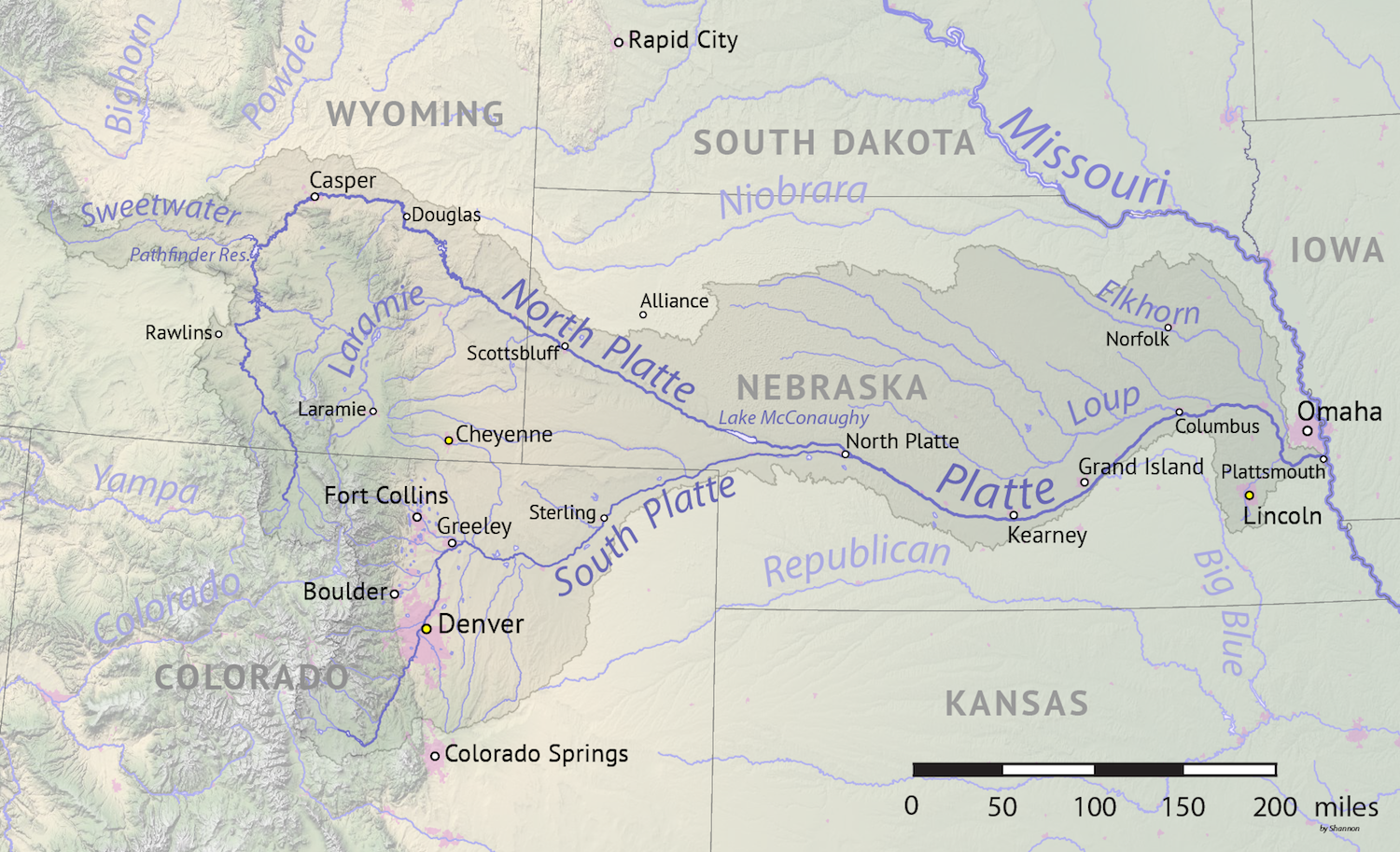
Mapa del río Platte en el que aparece —a la derecha— Columbus

Columbus se encuentra ubicada en las coordenadas 41°26′8″N 97°21′18″O / 41.43556, -97.35500. Según la Oficina del Censo de los Estados Unidos, Columbus tiene una superficie total de 26.1 km², de la cual 25.5 km² corresponden a tierra firme y 0.6 km² (2.31 %) es agua.

## Demografía
Según el censo de 2010, había 22 111 personas residiendo en Columbus. La densidad de población era de 847,02 hab./km². De los 22 111 habitantes, Columbus estaba compuesto por el 88.09 % blancos, el 0.51 % eran afroamericanos, el 0.89 % eran amerindios, el 0.49 % eran asiáticos, el 0.05 % eran isleños del Pacífico, el 8.2 % eran de otras razas y el 1.77 % pertenecían a dos o más razas. Del total de la población el 16.31 % eran hispanos o latinos de cualquier raza.